# 斯托揚齊
49°45′46″N 23°16′42″E / 49.76278°N 23.27833°E
斯托揚齊（烏克蘭語：Стоянці），是烏克蘭西部的村莊，隸屬利維夫州的亞沃里夫區。該村始建於1366年，面積0.15平方公里，海拔高度221米，2001年人口317。